# Минаенко, Иван Алексеевич
Минаенко Иван Алексеевич (1923, с. Кугульта, Ставропольский уезд (Ставропольская губерния), РСФСР — 7 октября 1943 года, около села Ясногородка, Вышгородский район, Киевская область, УССР) — участник Великой Отечественной войны, стрелок-автоматчик 3-го стрелкового батальона 241-го гвардейского стрелкового полка 75-й гвардейской стрелковой дивизии 30-го стрелкового корпуса 60-й армии Центрального фронта, гвардии младший сержант, Герой Советского Союза (1943).

## Биография
Родился в русской крестьянской семье. До войны успел закончить 9 классов, работал в колхозе.
В Красной Армии с мая 1943 года в должности стрелка-автоматчика 3-го стрелкового батальона 241-го гвардейского стрелкового полка 75-й гвардейской стрелковой дивизии 30-го стрелкового корпуса 60-й армии Центрального фронта. На фронте с августа 1943 года.
Особо отличился при форсировании реки Днепр севернее Киева, в боях при захвате и удержании плацдарма в районе сёл Глебовка и Ясногородка (Вышгородский район Киевской области) на правом берегу Днепра осенью 1943 года.
В наградном листе командир 241-го гвардейского стрелкового полка 75-й гвардейской стрелковой дивизии гвардии подполковник Бударин Н. П. написал:

В боях на Киевском направлении проявил исключительную смелость, отвагу и мужество.

9.9.43 года первым на бревне форсировал реку Десну. Разведал местность и силу противника, доложил командованию о возможности форсирования реки.

24.9.43 года на сооружённом подручными материалами плоту форсировал реку Днепр, перешёл вброд Старый Днепр, встретился с численно превосходящей группой противника и принял бой. В рукопашной схватке прикладом автомата уничтожил офицера и его связного, гранатами в этой схватке уничтожил ещё 12 немцев, удержал захваченный рубеж и переправу до подхода основной силы, отразив при этом 6 контратак противника.

2 октября 1943 года первым, по собственному желанию, подполз к немецкому проволочному заграждению, порезал его, чтобы дать путь наступающей пехоте, но вражеская пуля тяжело ранила смельчака и тов. Минаенко в тяжёлом состоянии находился на нейтральной полосе до 7 октября 1943 года.

На своем боевом счету имеет 48 уничтоженных немецких захватчиков.

Погиб 7 октября 1943 года, расчищая от проволочных заграждений путь пехоте.
Указом Президиума Верховного Совета СССР от 17 октября 1943 года за успешное форсирование реки Днепр севернее Киева, прочное закрепление плацдарма на западном берегу реки Днепр и проявленные при этом мужество и геройство гвардии младшему сержанту Минаенко Ивану Алексеевичу присвоено звание Героя Советского Союза .
Похоронен на месте последнего боя.

## Награды
- Медаль «Золотая Звезда» Героя Советского Союза (17 октября 1943 года).
- Орден Ленина.

## Память
Именем Героя названа улица на его родине, в селе Кугульта Грачёвского района Ставропольского края.